# Rožle (ime)
Rožle je moško osebno ime.

## Izvor imena
V Leksikonu imen avtorja Janeza Kebra piše, da je ime Rožle verjetno tvorjenka na -le iz skrajšanih oblik imen Ambrož, Erazem ali Roger(ij). Ime Ambrož je prevzeto preko latinščine, prvotno pa je grškega izvora in pomeni »nesmrten, božji, božanski«. Ime Erazem v latinščini pomeni »ljubek, ljubezniv, ljub, dražesten, mičen« ali »prijeten, dobrodošel, zaželen«. Priponsko obrazilo -le pa je nemškega izvora, ki označuje manjšalnost.
V Sloveniji se ime Rožle začne pojavljati po izdaji Vandotovih povesti o Kekcu. V Leksikonu še piše, da se ime glavnega junaka, Kekca, ni uveljavilo, saj je skoraj unikatno ime. Pogosteje se uporablja priimek, kot pa ime Kekec.

## Pogostost imena
Po podatkih Statističnega urada Republike Slovenije je bilo na dan 31. decembra 2007 v Sloveniji število moških oseb z imenom Rožle: 121.

## Osebni praznik
V koledarju je ime  Rožle možno uvrstiti k imenoma Ambrož in Erazem.

## Znani nosilci imena
- Rožle Bratec Mrvar, geograf
- Rožle Prezelj - slovenski atlet